# 貢噶勒巴
貢噶勒巴（藏語：ཀུན་དགའ་ལེགས་པ，威利转写：kun dga' legs pa；1433年—1483年），《明史》上作公噶列思巴中奈领占坚参巴儿藏卜，西藏歷史上帕木竹巴的第七代第悉，明代藏传佛教帕竹噶举派人物，藏族。
他的祖父释迦仁钦是释迦坚赞的弟弟，伯父札巴坚赞为第五代第悉。札巴坚赞兄弟六人只有貢噶勒巴的父亲桑結堅贊娶妻生子。1445年，哥哥第六代第悉札巴迥乃去世后，桑結堅贊借袭阐化王。1448年，貢噶勒巴继承第悉，而其父桑結堅贊担任阐化王一直到1459年。他娶仁蚌巴的女儿曲贝桑姆为妻，1467年，他让儿子仁钦多吉为泽当寺主，仁钦多吉和母亲曲贝桑姆一起反对貢噶勒巴，帕木竹巴又陷入混乱。成化五年（1469年），明宪宗命貢噶勒巴“袭其父王爵”。仁钦多吉和曲贝桑姆死后，1480年，仁蚌巴顿月多吉在乃东集会，请貢噶勒巴退位到官萨居住。迎京俄貢噶勒巴的侄子阿格旺布担任第悉，1483年貢噶勒巴去世。